# Giuseppe Tovini
 O Beato Giuseppe Antonio Tovini (14 de março de 1841 - 16 de janeiro de 1897) foi um banqueiro e advogado italiano que se tornou membro da Ordem Franciscana Secular. Ele foi um dos fundadores do Banca di Valle Camonica, do Banca San Paolo di Brescia e do Banco Ambrosiano. Seu sobrinho era o beato Mosè Tovini.
Ele foi beatificado em 1998 depois que um milagre foi atribuído à sua intercessão. A causa ainda continua enquanto aguarda a confirmação de outro milagre.

## Biografia
Giuseppe Antonio Tovini nasceu em 1841 como o primeiro de sete filhos de Mosè Tovini e Rosa Malaguzzi. Ele foi para o ensino médio em Bergamo de 1852 a 1858, e mais tarde se formou na Universidade de Pavia em agosto de 1865. Ele então se mudou para Brescia em 1867 para se tornar um advogado e obteve todas as qualificações necessárias para se tornar um advogado em 1868.
Mais tarde, ele se casou com Emilia Corbolani em 6 de janeiro de 1875 e eles tiveram um total de dez filhos. Um filho tornou-se padre jesuíta e duas filhas tornaram-se freiras. De 1871 a 1874, Tovini serviu como prefeito de Cividate Camuno, sua cidade natal. Como prefeito, ele tomou decisões importantes na vida da cidade, desde promover a implantação de bancos até a construção de infraestrutura como linhas ferroviárias.
Tovini também se tornou membro da Ordem Franciscana Secular e foi um dos fundadores de um jornal católico que publicou sua primeira edição em 1878 após sua fundação em 3 de abril. Ele fundou o Banca di Valle Camonica em 1872, o Banca San Paolo di Brescia em Brescia em 1888, o Banco Ambrosiano em Milão em 1896.
Em 1882 ele fundou o jardim de infância de Saint Joseph e também estabeleceu outras instituições católicas.
Ele morreu em 1897 com uma reputação de santidade pessoal.

## Beatificação
A causa de beatificação foi introduzida em 14 de abril de 1977 sob o Papa Paulo VI, apesar do fato de um processo ter sido aberto em 1948 e encerrado em 1957. Outro processo - uma comissão histórica - continuou a investigar a causa de 1992 a 1993, o que resultou na Positio sendo submetida em 1993 à Congregação para as Causas dos Santos para avaliação posterior.
O Papa João Paulo II declarou que ele viveu uma vida de virtudes heróicas e fez dele Venerável em 6 de abril de 1995 e aprovou um milagre atribuído à sua intercessão em 18 de dezembro de 1997. Ele foi beatificado em 20 de setembro de 1998. 